# 腰高博
腰髙 博（こしだか ひろし、1960年4月2日 - ）は、日本の実業家。株式会社コシダカホールディングス代表取締役社長兼最高経営責任者。カラオケ本舗まねきねこ創業者。

## 人物・経歴
群馬県前橋市出身。群馬県立前橋高等学校卒業後、1986年に東北大学経済学部卒業後、実家のラーメン屋・新盛軒へ入社。1990年カラオケ事業に進出し、1995年から新盛軒代表取締役社長を務め、2000年にコシダカに商号変更。2007年にはジャスダック上場を果たした。2010年コシダカホールディングスに商号変更し、同社代表取締役社長兼CEO及びコシダカ代表取締役社長に就任。
2016年東京証券取引所市場第一部に市場変更。2018年には子会社・カーブスホールディングスを通じてカーブスを買収し、2020年にスピンオフ税制を利用したスピンオフ第1号として、カーブスホールディングスを分離し、東京証券取引所市場第一部に上場させた。同年日本における2019年コロナウイルス感染症の流行状況を受け、渡邉美樹ワタミ代表取締役会長との間で提携を結んだ。